# Calvoa seretii
Calvoa seretii är en tvåhjärtbladig växtart som beskrevs av De Wild.. Calvoa seretii ingår i släktet Calvoa och familjen Melastomataceae. Utöver nominatformen finns också underarten C. s. wildemaniana.